# Вацлав I (герцог Люксембургу)
Венцеслав (Вацлав) I (нім. Wenzel; 25 лютого 1337 — 7 грудня 1383) — 1-й герцог Люксембургу в 1354—1383 роках, поет.

## Біографія
Походив з династії Люксембургів. Молодший син Яна I, короля Богемії та графа Люксембургу. Його матір'ю була Беатриса, донька Людовика, герцога Бурбонського. Народився 1337 року у Празі. 1340 року відповідно до заповіту батька повинен був отримати Люксембург та усі французькі феоди. 1346 року загинув його батько.
1352 року оженився на спадкоємиці Брабантського дому. 1353 року отримав від зведеного брата — імператора Карла IV — графство Люксембург, яке у 1354 році було перетворено на герцогство (сюди також увійшли графства Дарбюї, Ла Рош-ан-Арденн, маркізат Арлон) Також отримав почесну посаду рейхструхзеса (імперського старійшини).
1355 року його дружина Жанна успадкувала Брабантське і Лімбурзьке герцогства. Гарантуючи неподільність Брабанту, Венцель I здійснив Joyeuse entrée (Радісний в'їзд), але змушений був боротися проти Людовика II, графа Фландрії, який висунув територіальні претензії від імені своєї дружини Маргарити — сестри Жанни I. Він зажадав продажу міста Мехелена і виплати грошей для своєї дружини, що було відхилено. У відповідь фламандське військо захопило Брюссель. Втім, завдяки Еверарду т'Серкласу, фламандці були вигнані з міста. До боротьби долучився Рено III, герцог Гельдерна. За цих обставин Венцеслав I звернувся до брата-імператора по допомогу. Імператор Карл IV у лютому 1357 року в Маастриху в обмін на захист Брабанту домовився про спадкування Люксембургами усіх володінь Жанни I. Але остання за посередництва Вільгельма Віттельсбаха в червні того ж року в Аті уклала договір з Людовиком II, за яким той отримував маркграфство Антверпен і сеньйорію Малін, а його дружина в разі бездітності Жанни I мала успадкувати Брабант і Лімбург.
Втім, Вацлав I отаборився в Брюсселі, де активно підтримував розвиток французької культури, був покровителем поетів та письменників. 1364 року викупив графство Шині в Арнуля де Рюмін'ї. 1368 року стає імператорським вікарієм.
1370 року вступив у суперечку з Вільгельмом II, герцогом Юліха, щодо права супроводження імператора під час урочистостей, що зрештою призвело до війни між ними. У 1371 році зазнав поразки в битві при Басвайлері, де потрапив у полон на 11 місяців. Звільнився лише 1372 року після сплати братом-імператором викупу у 50 тис. талерів, та відмови від посади імператорського вікарія. Наступні роки мусив активно збирати податки, щоб повернути борг братові. 1375 року разом з дружиною юридично оформив членство і права Брюссельських родоводів (Сім знатних домів Брюсселя).
Зі сходження 1378 року на трон короля, а потім імператора його небожа Вацлава IV, стосунки між ними швидко погіршилися, оскільки під час Великої схизми герцог Вацлав I підтримував антипапу Климента VII, а імператор — Урбана VI.
Помер у 1383 році в Люксембурзі, не залишивши законних дітей (мав 4 бастардів). Поховано в абатстві Орваль. В герцогстві Люксембург йому спадкував небіж імператор Вацлав IV, а в герцогствах Брабант і Лімбург повновладною правителькою стала його удова.

## Творчість
Його поетичний доробок складається з 79 віршів — 11 балад, 16 віреле, 52 рондо.